# Lyn Alicia Henderson
Lyn Alicia Henderson (Silver Spring) is een Amerikaanse actrice.

## Biografie
Henderson was al op jonge leeftijd bezig met optreden, op zevenjarige leeftijd stond zij al op de planken in diverse talentjachten. Zij studeerde in drie jaar af aan de Universiteit van Maryland in College Park. Na deze studie trad zij een tijd op in lokale theaters in New York voordat zij naar Los Angeles verhuisde voor haar acteercarrière. 
Henderson begon in 1993 met acteren in de televisieserie Melrose Place, waarna zij nog meer dan 100 rollen speelde in televisieseries (vooral eenmalige rollen) en films. Zij werd vooral bekend door haar rol als ambulancemedewerkster Pamela Olbes in de televisieserie ER waar zij in 149 afleveringen speelde (1995-2009).

## Filmografie

### Films
Uitgezonderd korte films.
- 2020 Playing with Beethoven - als Dorothy
- 2020 Fatal Affair - als rechercheur Larson
- 2019 The Secret Lives of Cheerleaders - als mrs. Williams
- 2019 American Exit - als verpleegster
- 2017 The Sandman - als Abigail Farmer
- 2015 Fifty and Over Club - als Brenda
- 2014 A Perfect Christmas List - als Fran
- 2014 Stand Down Soldier - als Tinisha
- 2013 Life of a King – als ms. Gadbaw
- 2012 Model Minority – als beveiligster
- 2010 Art House – als Elaine
- 2009 Always and Forever – als Susie
- 2009 He's Such a Girl – als Shelby
- 2007 McBride: Semper Fi – als verpleegster
- 2005 Meet the Santas – als ms. Glenn
- 2004 Girl Play – als knappe vrouw in bar
- 2001 Chasing Destiny – als verpleegster
- 1997 Breast Men – als patiënte
- 1997 The Relic – als Perri Massai
- 1993 Three of Hearts – als studente

### Televisieseries
Uitgezonderd eenmalige gastrollen.
- 2013-2018 Mom – als Susan – 8 afl.
- 2015-2016 Code Black - als medici - 3 afl.
- 2015 Murder in the First - als Lashell Thompson - 3 afl.
- 1995-2009 ER – als ambulancemedewerker Pamela Olbes – 149 afl.
- 2008 Eli Stone – als dr. Betty Lenz – 2 afl.